# ニューカム
株式会社ニューカム（英: NEWCOME Inc.）は、日本の芸能事務所。

## 略歴
2006年4月1日、ソニー・ミュージックアーティスツ（SMA）の分割・再編・統合により新たに設立。所属するミュージシャンの場合、必ずしもソニーミュージック（SMEJ）系列のレコード会社所属とは限らない。
2009年4月1日、親会社であるSMAが他の子会社を含め吸収合併、事業マネジメントを統合する。 
2012年12月、SMAから独立。

## 所属アーティスト
- 瀧川ありさ
- 小瀬田麻由
- 前島麻由
- ASCA
- 東川遥

### 過去の所属アーティスト

#### SME系列レーベル所属
- 西野カナ
- 紗希
- チャットモンチー
- 冨田恵一/冨田ラボ
- bird
- CHEMISTRY
- 星羅
- SAWA

#### SME系列外レーベル所属
- 真心ブラザーズ
- Dt.（avex trax）
- いしわたり淳治（元SUPERCAR）
- 東川遥
- 西岡和哉（元Continental Breakfast）
- いつか（avex io）

#### タレント・俳優
- ピエール瀧
- 青山草太
- 岡田茉奈
- 中村優
- 吉田もも
- 美木沙文（声優、旧名：丸山美紀）
- 井上ひかり (声優)
- 岡野真也
- 高田里穂
- 橋本愛
- 小林愛香